# 拉斐尔·沃诺克
拉斐尔·加马列尔·沃诺克（英語：Raphael Gamaliel Warnock，1969年7月23日—），美國民主黨籍政治人物、牧师和民權運動的推行者，現任喬治亞州聯邦参议员。作为民主党的成员，他在2021年1月5日于喬治亞州举行的美国参议院第2轮特殊选举中，击败了共和党原参议员凯利·洛夫勒（Kelly Loeffler）并获得了后者所保持的席位。
沃诺克成为了佐治亚州首位非裔参议员，首位来自美國南部的非裔民主党参议员，他与乔恩·奥索夫也是佐治亚州自2005年来的首两位民主党参议员。自2005年以来，他一直担任亚特兰大埃比尼泽浸信会的高级牧师。沃诺克在《患者保护与平价医疗法案》扩大医疗补助的运动中担任领袖，以此在佐治亚州政治中获得了影响力。

## 早年生活和教育
沃诺克来自于佐治亚州的萨凡纳。他在公共住房中长大，是五旬节派牧师韦琳（Verlene）和乔纳森·沃诺克（Jonathan Warnock）的十二个孩子中的第十一个。他的父亲在二战期间曾在美国陆军服役，在服役期间他学会了汽车维修和焊接，随后他开了一家小汽修店，将废旧汽车修复后转售。
沃诺克毕业于索尔·约翰逊高中，由于他想追随马丁·路德·金的脚步，他进入了莫爾豪斯學院，获得了心理学学士学位。沃诺克曾参加向上走（Upward Bound）项目，使认为该项目为帮助他上大学做好了准备，因为他可以通过萨凡纳州立大学提前注册大学课程。随后，他在哥伦比亚大学附属的协和神学院获得了神學碩士、研究碩士和哲學博士。

## 传教生涯
在1990年代，沃诺克曾担任青年牧师，随后在纽约的阿比西尼亚浸信会教堂担任助理牧师。
2002年，在马里兰州巴尔的摩市道格拉斯纪念社区教会担任主任牧师时，沃诺克和一名助理牧师被逮捕，并被指控妨碍警方对马里兰州卡洛爾縣一个教会经营的营地涉嫌虐待儿童的调查。沃诺克说，所谓的虐待不是性虐待，并否认试图阻止州警采访辅导员的任何错误行为。他说，他只是主张在面谈时律师应该在场。沃诺克说，他进行了干预，以确保在一名青少年嫌疑人接受询问时有一名成年人在场。检察官撤销了对沃诺克的指控，州副检察官也承认这是一次 “沟通不畅”，并补充说，沃诺克协助了调查，起诉他是对资源的浪费。
2005年，沃诺克成为乔治亚州亚特兰大市埃比尼泽浸信会的高级牧师，埃比尼泽浸信会是马丁·路德·金的前会众，他是埃比尼泽浸信会成立以来第五位也是最年轻的高级牧师。
作为牧师，沃诺克主张对特洛伊·戴维斯宽大处理，他于2011年被处决。2013年，他在巴拉克·奥巴马的第二任就职典礼上的祈祷仪式上宣告了祝福。 2019年3月，沃诺克在他的教堂举行了一次关于气候变化的跨宗教会议，由阿尔·戈尔和威廉·巴伯二世主持。

## 政治生涯

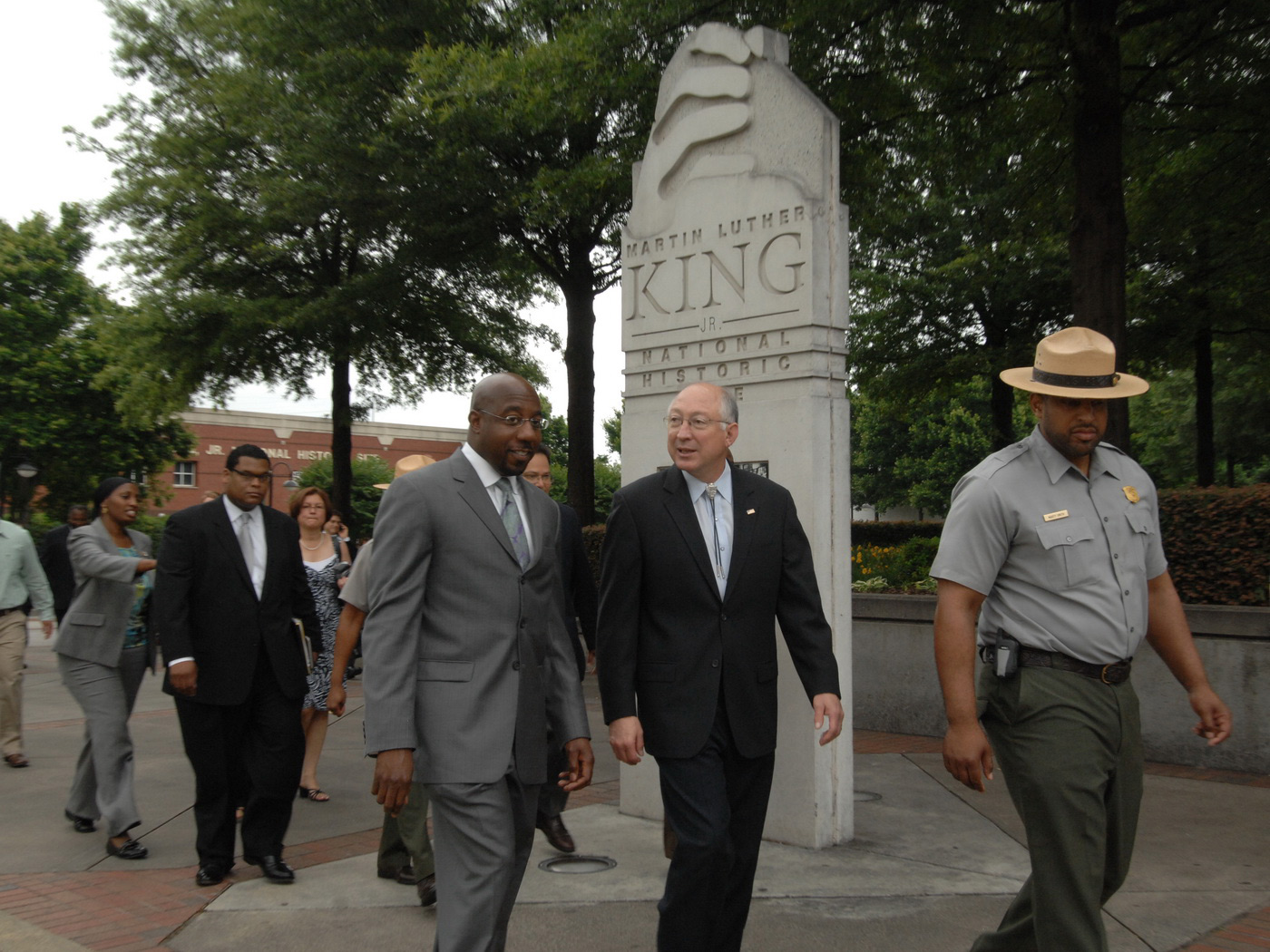
2009年，肯·萨拉萨和沃诺克在马丁·路德·金国家历史遗址

沃诺克在乔治亚州扩大醫療補助运动中脱颖而出。 2014年3月，沃诺克领导了佐治亚州州议会大厦的静坐活动，敦促各州立法者扩大《患者保护与平价医疗法案》所规定的医疗补助。他和其他领导人在抗议期间被捕。2015年，沃诺克曾考虑参加2016年美国参议院竞选，竞争共和党人约翰尼·伊萨克森的席位。他最后选择放弃竞选。 
从2017年6月到2020年1月，沃诺克主持了新乔治亚州项目，这是一个专注于选民登记的无党派组织。
沃诺克支持扩大《平价医疗法案》，并呼吁通过《约翰·刘易斯选举法案》。他还支持增加COVID-19救济资金。他是流产权利和同性婚姻的支持者，得到了美国计划生育联合会的认可。 他反对隐藏携带枪支，并表示宗教领袖不希望在礼拜场所使用枪支。 他长期以来一直反对死刑，他曾为死囚犯特洛伊·戴维斯抱不平，尽管有证据证明他无罪，但他因杀死一名警官在2011年被处决。

### 2020-21年美国参议院特别选举
2020年1月，沃诺克决定参加佐治亚州美国参议院2020年特别选举，该位置当时由凯莉·洛夫勒（Kelly Loeffler）把持。公开支持沃诺克选举的人包括民主党参议员查克·舒默、科里·布克、谢罗德·布朗、克尔斯滕·吉利布兰德、杰夫·默克利、克里斯·墨菲、伯尼·桑德斯、布莱恩·沙茨、伊丽莎白·沃伦、民主党参议员竞选委员会、前任佐治亚州众议院少数党领袖斯泰西·艾布拉姆斯以及前总统贝拉克·奥巴马和吉米·卡特。洛夫勒共同拥有的WNBA球队亞特蘭大美夢的几名球员穿上了为沃诺克代言的衬衫，以回应洛夫勒关于黑人生命平权运动的争议性言论。
在沃诺克竞选的最后争论集中在两千美金经济刺激救助金，他和乔恩·奥索夫表示如果他们赢得了选举，民主党多数将在参议院批准该举措。
截至2021年1月6日，多家媒体宣布沃诺克在特别选举中胜出。 之后，原参议员凯利·洛夫勒承认败选。沃诺克在就任后将成为美国参议院第一位代表前邦聯州的非裔民主党人。

## 选举历史

### 美国参议员
| 党派 | 党派              | 候选人                                        | 得票数    | 百分比 |
| ---- | ----------------- | --------------------------------------------- | --------- | ------ |
|      | 美国民主党        | 拉斐尔·沃诺克                                 | 1,617,035 | 32.90  |
|      | 美国共和党        | 凯利·洛夫勒 (在任)                            | 1,273,214 | 25.91  |
|      | 美国共和党        | 道格·科林斯                                   | 980,454   | 19.95  |
|      | 美国民主党        | 德博拉·杰克逊（Deborah Jackson）              | 324,118   | 6.60   |
|      | 美国民主党        | 马特·利伯曼（Matt Lieberman）                 | 136,021   | 2.77   |
|      | 美国民主党        | 塔玛拉·约翰逊-希利（Tamara Johnson-Shealey）  | 106,767   | 2.17   |
|      | 美国民主党        | 詹姆士尼亚·詹姆斯（Jamesia James）            | 94,406    | 1.92   |
|      | 美国共和党        | 德里克·格雷森（Derrick Grayson）              | 51,592    | 1.05   |
|      | 美国民主党        | 乔伊·费利西亚·斯莱德（Joy Felicia Slade）     | 44,945    | 0.91   |
|      | 美国共和党        | 安妮特·戴维斯·杰克逊（Annette Davis Jackson） | 44,335    | 0.90   |
|      | 美国共和党        | 坎迪斯·泰勒（Kandiss Taylor）                 | 40,349    | 0.82   |
|      | 美国共和党        | 韦恩·约翰逊（Wayne Johnson） (退选)           | 36,176    | 0.74   |
|      | 自由意志黨 (美國) | 布莱恩·斯洛林斯基（Brian Slowinski）          | 35,431    | 0.72   |
|      | 美国民主党        | 理查德·迪恩·温菲尔德                          | 28,687    | 0.58   |
|      | 美国民主党        | 埃德·塔弗                                     | 26,333    | 0.54   |
|      | 无党派            | 艾伦·巴克利（Allen Buckley）                  | 17,954    | 0.37   |
|      | 美国绿党          | 约翰·福图因（John Fortuin）                   | 15,293    | 0.31   |
|      | 无党派            | 艾尔·巴特尔（Al Bartell）                     | 14,640    | 0.30   |
|      | 无党派            | 瓦伦西亚·斯托瓦尔                             | 13,318    | 0.27   |
|      | 无党派            | 迈克尔·托德·格林（Michael Todd Greene）       | 13,293    | 0.27   |
| 合计 | 合计              | 合计                                          | 4,914,361 | 100.0  |

| 政党   | 政党                                   | 候选人             | 票数      | %       | ±       |
| ------ | -------------------------------------- | ------------------ | --------- | ------- | ------- |
|        | 民主党                                 | 拉斐尔·沃诺克      | 2,289,113 | 51.04%  | +10.00% |
|        | 共和党                                 | 凯利·洛夫勒 (在任) | 2,195,841 | 48.96%  | -5.84%  |
| 总票数 | 总票数                                 | 总票数             | 4,484,296 | 100.00% | N/A     |
|        | 美国民主党赢得了美国共和党所把持的席位 |                    |           |         |         |

## 个人生活
沃诺克在2016年2月14日所举行的公开仪式上与乌莱耶·恩多耶（Oulèye Ndoye）结婚。夫妻在一月份举行了私人婚礼。他们有两个孩子。夫妻两人于2019年11月分居，而他们于2020年离婚。根据警方的报告，恩多耶指责沃诺克在试图逃避一场关于探亲的激烈争吵时，用他的车碾过她的脚，但体检人员没有发现受伤的迹象。在第二轮选举前，警方在事发期间的执法记录仪影像被公开。